# Biorhiza mellea
Biorhiza mellea är en stekelart som beskrevs av William Harris Ashmead 1887. Biorhiza mellea ingår i släktet Biorhiza och familjen gallsteklar. Inga underarter finns listade.